# マチャド・ジョセフ病
マチャド・ジョセフ病（マシャド・ジョセフ病、Machado-Joseph disease、MJD）は常染色体優性遺伝形式の遺伝性脊髄小脳変性症の一型である。世界的にみても頻度が高いものである。脊髄小脳変性症3型（SCA3）ともいわれる。MJDは多彩な臨床病型をとることが知られている。かつてはMJDとSCA3は臨床像が異なると考えられていたがMJDの原因遺伝子が同定されSCA3とMJDの原因遺伝子が同じものと明らかになってからは区別されなくなった。

## 歴史的経緯
1972年にポルトガルでアゾレス諸島に先祖をもち家族性の運動失調を発症する2つの家系が報告された。1つは50歳代発症の進行性小脳性運動失調と筋萎縮・末梢神経障害を呈するMachado家系であり、もうひとつは30～50歳代に発症する進行性の失調、外眼筋麻痺、顔面や舌の線維束攣縮と痙縮および四肢の固縮を呈するThomas家系である。1976年にはRosenbergらが20歳から30歳代発症の進行性の痙縮、眼球運動障害、構音障害、全身性のジストニアを特徴とするポルトガルに先祖を持つJoseph家系を報告した。1978年にアゾレス諸島での調査によりこれらは単一の常染色体優性遺伝形式をとる神経疾患の部分症であるという報告がなされ、臨床的特徴からI型からIII型に分類された。当初はポルトガルを起源にもつ稀な疾患と考えられていたがその後世界中で普遍的に分布する疾患であることが認識されるようになった。

## 臨床症状
MJDは発症年齢によって非常に多彩な臨床症状を示す。ATXN3遺伝子のCAGリピート数が発症年齢に影響を与えている。古典的な分類ではI型, II型 , III型の分類で行われる。I型はJoseph家系に相当するものであり下肢痙性や腱反射亢進といった錐体路徴候、ジストニアなどの錐体外路徴候、顔面や舌の線維束攣縮様運動、外眼筋麻痺を伴う眼振などが25歳前後から出現するというものである。しばしば小脳性運動失調は目立たない。II型はI型の症状に加えて四肢、体幹の小脳性体幹失調が加わりジストニアなどはあまり目立たなくなる。30歳前半から症状が出現するものであり症状の進行はI型よりも遅い。III型はMachado家系に相当するものである。高齢発症であって小脳性運動失調と末梢神経障害（腱反射消失、筋緊張低下、遠位部感覚低下、遠位筋の筋萎縮など）が前景に立つものであり錐体路症状は目立たなくなる。遺伝性パーキンソン症候群と末梢神経障害をしめすものをIV型に分類することもあるが、IV型は極めて稀である。また非典型例として痙性対麻痺型や純小脳失調型なども報告されている。
実際には症状は複雑に入り組み症状の進行によっても臨床像は変化する。症状の進行に伴い眼球運動障害も目立つようになり複視が出現するようになる。症状の進行とともに眼振も高度になっていくが、やがて律動性眼球運動の障害の進行により眼振は再び目立たなくなっていく。びっくり眼はMJDの症状としてよく知られているが特異的なものではない。15年程度で車椅子などが必要になり、発症後の平均余命は21年と言われている。しかしリピート数の影響などもありばらつきは大きい。
|            | I型                            | II型                 | III型                          | IV型                             |
| ---------- | ------------------------------ | -------------------- | ------------------------------ | -------------------------------- |
| 発症年齢   | 20 - 30歳                      | 20 - 45歳            | 40 - 65歳                      | まれ                             |
| 臨床症状   | 錐体路症状、錐体外路症状、痙性 | 小脳症状、錐体路症状 | 小脳症状、末梢神経障害、筋萎縮 | パーキンソン症候群、末梢神経障害 |
| リピート数 | 79.4±1.0                       | 74.6±0.5             | 72.6±1.1                       |                                  |

III型の末梢神経障害は軸索障害であり病初期の腓返りが多く、疼痛によるADLの低下が認められる。筋萎縮や線維束攣縮を伴うこともある。この痛みに関してはメキシレチンやカルバマゼピンの有効性が報告されている。末梢神経障害による筋力低下、筋萎縮に対する有効な治療法は存在しない。

## 画像検査
MRIでは小脳皮質の萎縮はないかあっても軽度である。一方、歯状核・赤核系の変性を反映して第4脳室の拡大は高率に認められる。脳幹は被蓋部、底部いずれも萎縮する。

## 遺伝子検査
1993年に滝山らがMJDの責任遺伝子が14q24.3-q32に連鎖していることを報告した。次いで1994年に川口らが新規遺伝子ATXN3（またはMJD1）にCAGリピート伸長を認め、責任遺伝子に同定した。これにより遺伝子診断に基づく診断が可能となりMJDが人種を問わず普遍的に認められることが確認できた。
このCAGリピートは正常アレルでは14から44であるのに対し伸長アレルは56から86であり、両者の間のオーバーラップは存在しないと言われている。非典型例であるがリピート長53で錐体外路症状と末梢神経障害の合併という臨床病型の報告がある。そのためリピート長は53以上が異常域とする意見もある。
リピート長は臨床病型に関連し、佐々木らの報告ではI型の平均リピート数は80、II型は76、III型は73であったとしている。川口らはCAGリピート伸長と発症年齢には負の相関があることを報告している。他のポリグルタミン病と同様に表現促進現象があり、父から遺伝する場合の方が母から遺伝する場合よりも顕著である。父親由来では平均3.2リピート、母親由来では1.2リピートの伸長があり発症年齢は父親由来では平均14.7年、母親由来では平均6.5年早くなるという報告がある。また父親からの遺伝の場合は73%の子が発症するためメンデル遺伝からずれており、meiotic draiveと言われている。この現象は筋緊張性ジストロフィーやDRPLAでも認められている。またホモ接合体症例は同じリピート数を有するヘテロ接合体症例とくらべて発症年齢がはやく重篤である。
CAGリピート長が発症年齢や臨床病型以外に及ぼす影響が知られている。例えばICARSやSARA(Scale for the assessment and rating of ataxia)など半定量スケールで評価した場合の病勢進行速度に関してCAGリピート長と相関することが知られている。しかしその相関はあまり強くない。

## 病理検査
病理学的には小脳歯状核、大脳基底核、脳幹、脊髄特に胸髄の変性は認められるが、小脳皮質は比較的保たれる。歯状核神経細胞は萎縮し、プルキンエ細胞の神経終末の二次的変性であるグルモース変性が認められる。この変性は小脳皮質が比較的保たれ、かつ歯状核神経細胞の萎縮があるときに認められる所見である。抗ポリグルタミン抗体IC2陽性の核内封入体を認める。淡蒼球は内節優位に障害されるため、淡蒼球外節優位に障害されるDRPLAとは異なる。また、マチャド・ジョセフ病では視床下核に強い変性が認められるがDRPLAでは視床下核の変性は軽度である。
脊髄前角や脳幹の下位運動神経細胞にはTDP-43陽性神経細胞胞体内封入体が出現する。

## 病因
正常ATXN3遺伝子の転写産物であるATXN3蛋白質（ataxin-3）は様々なタンパク分解酵素サブユニットやユビキチン化蛋白質と結合し、ユビキチン分解酵素であると考えられている。このATXN3遺伝子のCAGリピートはコーディング領域のC末端に近いところに存在している。CAGリピート伸長が生じるとATXN3タンパク質の伸長ポリグルタミン鎖を含むC末端側フラグメントが難溶性重合体を形成しそこに正常ATXN3タンパク質が巻き込まれる。正常ATXN3タンパク質の細胞内濃度が低下することで細胞障害につながるという仮説がある。この仮説ではなぜ神経細胞だけで重合体形成が起こるのかを説明することができない。

## 予後
発症年齢はリピート伸長の程度により多様であるが36歳頃に発症すると言われている。SARAは年間1.5点前後の増加する。